# República de China en los Juegos Olímpicos de Berlín 1936
La República de China estuvo representada en los Juegos Olímpicos de Berlín 1936 por un total de 54 deportistas, 52 hombres y 2 mujeres, que compitieron en 7 deportes.
El portador de la bandera en la ceremonia de apertura fue el futbolista Li Huitang. El equipo olímpico no obtuvo ninguna medalla en estos Juegos.